# Abu al-Majd ibn Abi al-Hakam
Abu al-Majd ibn Abu l-Ḥakam ʿUbaydallāh ibn al-Muẓaffar al-Bāhilī (en árabe: أفضل الدولة أبو المجد محمد بن أبي الحكم عبيد اللَّه بن المظفر بن عبد اللَّه الباهلي‎; fallecido en 1174 d. C.), también conocido como ʾAbū l-Ḥakam ʿUbaydallāh ibn al-Muẓaffar al-Marīnī al-Maghribī (donde al-Marīnī podría ser una deformación de Al-Mariyyi, "el de Almería"),fue un médico, músico y astrólogo andalusíde la Edad de Oro del islam que vivió en Damasco (Siria).
Fue hijo del médico y poeta andalusí Abú Al-Hákam Al-Báhili, nacido en Almería en 1093 y fallecido en Damasco en 1155.

Cuando Nur ad-Din Zangi fundó el Bimaristan de Damasco confió la atención médica de los pacientes a Abu al-Majd ibn Abi al-Hakam.El historiador Ibn Abi Usaybi'a afirma lo siguiente:
"[...] examinaba a los pacientes en el hospital, tomaba nota de su condición y escuchaba sus quejas en presencia de las enfermeras y celadores, que eran los encargados de cuidarlos. Todos los métodos de tratamiento y recetas que dispensó se seguían al pie de la letra. Tras la ronda de visitas a los enfermos, pasaba a una sala magníficamente amueblada donde consultaba sus diversos trabajos científicos. [...] En ella se reunían, en torno a él, todos los doctores y estudiantes para discutir cuestiones médicas. Tras haber hecho preguntas a sus alumnos, y después de unas tres horas de trabajo con los enfermos y en la biblioteca, regresaba a su casa".